# Natourcriterium Roeselare 2019
De 10e editie van de Belgische wielerwedstrijd het Criterium van Roeselare werd verreden op 30 juli 2019. De start en finish vonden plaats in Roeselare. De winnaar was Egan Bernal, gevolgd door Thomas De Gendt en Dylan Teuns.

## Uitslag
| Natourcriterium Roeselare 2019 |                      |                          |            |
| Plaats                         | Naam                 | Ploeg                    | Tijd       |
| Winnaar                        | Egan Bernal          | Team INEOS               | 2u 26' 00" |
| 2                              | Thomas De Gendt      | Lotto Soudal             | 5"         |
| 3                              | Dylan Teuns          | Bahrain-Merida           | z.t.       |
| 4                              | Laurens De Plus      | Team Jumbo-Visma         | 37"        |
| 5                              | Yves Lampaert        | Deceuninck-Quick-Step    | z.t.       |
| 6                              | Jens Debusschere     | Team Katjoesja-Alpecin   | 1'12"      |
| 7                              | Jonathan Castroviejo | Team INEOS               | z.t.       |
| 8                              | Xandro Meurisse      | Wanty-Groupe Gobert      | z.t.       |
| 9                              | Aimé De Gendt        | Wanty-Groupe Gobert      | z.t.       |
| 10                             | Christophe Noppe     | Sport Vlaanderen-Baloise | 1'33"      |

2010 · 2011 · 2012 · 2013 · 2014 · 2015 · 2016 · 2017 · 2018 · 2019 · 2020 · 2021 · 2022